# 小椋昭夫
小椋 昭夫（おぐら あきお、1945年10月1日 - 2015年8月1日）は、日本の経営者。バンドー化学社長を務めた。

## 経歴
愛知県出身。1968年に同志社大学商学部を卒業し、同年に阪東調帯ゴム（現・バンドー化学）に入社。
1994年6月に取締役、1996年6月に常務を経て、1998年6月から2007年6月までに社長を務め、2007年6月から会長を務めた。
兵庫県経営者協会会長、関西経済同友会常任幹事も務めた。
2015年8月1日、急性硬膜下血腫のために死去。69歳没。